# Rocha (bairro do Rio de Janeiro)
Rocha é um bairro da Zona Norte do município do Rio de Janeiro.
Seu IDH, no ano 2000, era de 0,839, o 59º melhor do município do Rio de Janeiro.

## História

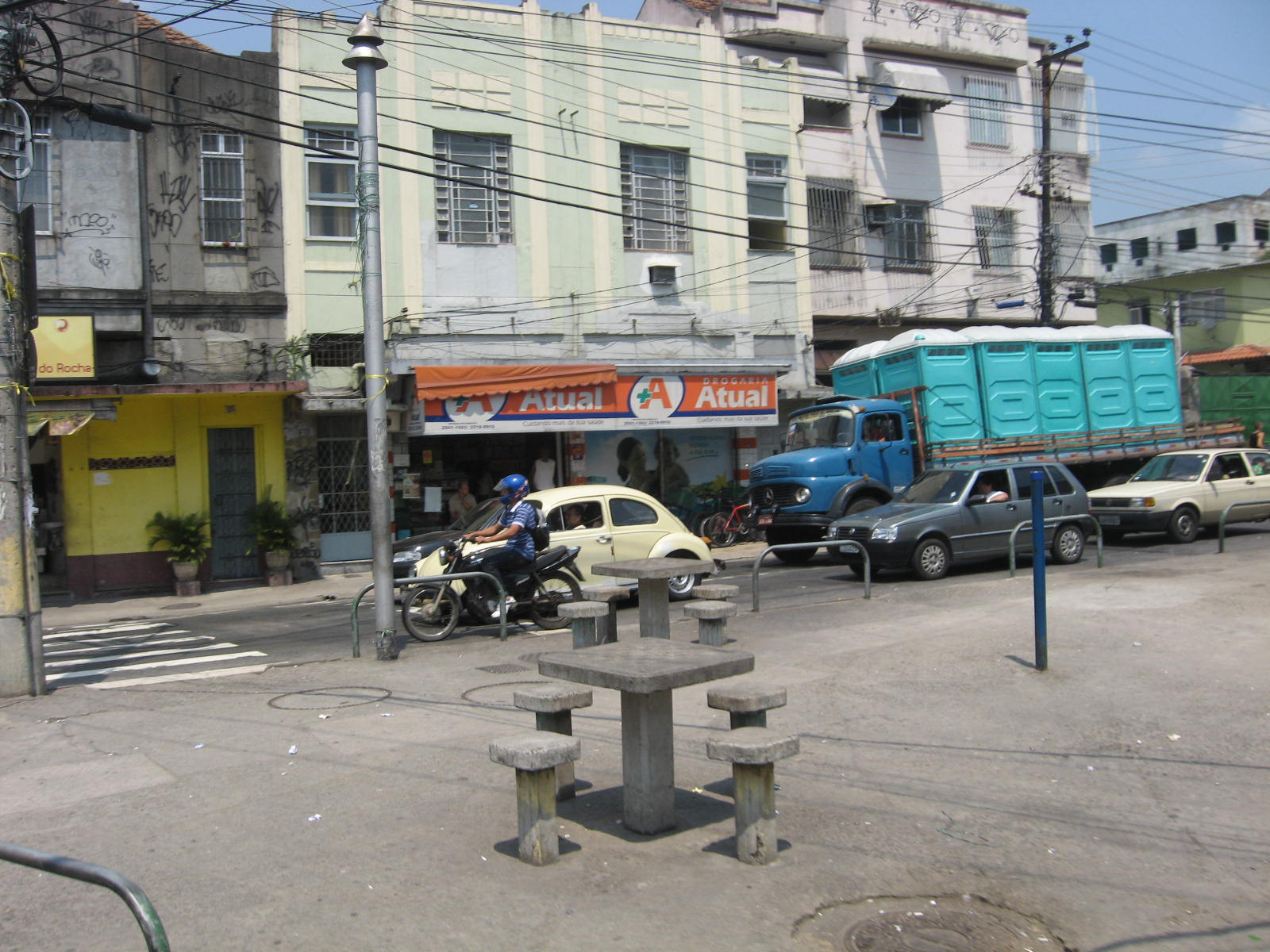
Vista do bairro do Rocha.

De classe média e média-baixa, tem como área limítrofe os bairros do Jacaré, Manguinhos, Benfica, São Francisco Xavier, Riachuelo e Vila Isabel. É separado deste último pela Serra do Engenho Novo.
É cortado pela Estrada de Ferro Central do Brasil e atendido pelas estações de São Francisco Xavier e de Riachuelo. A estação de trens local, inaugurada em 1885 e extinta em 1971, recebeu o nome de um guarda-cancela da ferrovia. Nome que também batizou o Bairro. Sua urbanização se deu entre os anos de 1870 e 1875.
É de fácil acesso aos principais bairros do município. Hoje a área do Rocha é predominantemente residencial mas de herança de muitas indústrias, tais quais, Sarsa, Mirurgia, Long Life, Royal Labe, entre outras.
Apresenta como principais vias a Rua 24 de Maio, que liga o Rocha ao Méier, a Rua Ana Néri e a Avenida Marechal Rondon (inaugurada em 1965 com o nome de Avenida Central do Brasil), que liga os moradores do bairro até a Tijuca em poucos minutos. Caracteriza-se por ser um bairro de ótimo acesso para praticamente todas as regiões do município.

## Dados
O bairro do Rocha faz parte da região administrativa do Méier. Os bairros integrantes da região administrativa são: Abolição, Água Santa, Cachambi, Encantado, Engenho de Dentro, Engenho Novo, Jacaré, Lins de Vasconcelos, Méier, Piedade, Pilares, Riachuelo, Rocha, Sampaio, São Francisco Xavier e Todos os Santos.

A denominação, delimitação e codificação do bairro foi estabelecida pelo Decreto Nº 3158, de 23 de julho de 1981 com alterações do Decreto Nº 5280, de 23 de agosto de 1985.